# Monte Biaena
Der Monte Biaena ist ein Berg in der Provinz Trient in Norditalien und gehört zur Gebirgsgruppe der Gardaseeberge.

## Geographie
Der 1622 m s.l.m. hohe Monte Biaena liegt westlich von Rovereto und östlich von Ronzo-Chienis zwischen dem Gresta- und Etschtal. Von der Monte Bondone-Monte Stivo Gruppe ist der in Nord-Süd-Richtung verlaufende Bergkamm durch den Passo Bordala (1250 m s.l.m.) getrennt. Im Süden trennt ihn das Camerastal von der Monte Baldo Gruppe. Neben dem Gipfelkreuz befinden sich einige österreichisch-ungarische Gräben aus dem Ersten Weltkrieg.

### Flora und Fauna
Sein Ost- und seine Südseite fallen stufenartig ab. Auf diese Stufen finden sich mehrere zu den Gemeinden Isera im Osten und Mori im Süden gehörende Orte, die mittels Ackerterrassen landwirtschaftlich genutzt werden. Dabei wird in den oberen Höhenlagen insbesondere Gemüse angebaut, während in den mittleren und unteren Lagen zunehmend Weinberge anzutreffen sind. Darunter ist das Weinanbaugebiet um Isera am Fuße des Biaena für den Anbau des Marzemino bekannt.
Seine Westseite fällt dagegen relativ steil in das Grestatal ab und ist durch dichten Nadelwald gekennzeichnet, während sonst der Niederwald dominiert. Am Monte Biaena kommt der seltene und im südlichen Trentino sonst nicht vorkommende Frühlings-Ehrenpreis vor.
Beim Ort Manzano an der Südseite liegt ein als Exklave zum Naturpark Monte Baldo gehörendes etwa 1 km² Schutzgebiet, dass wegen seiner artenreichen Kalkmagerrasen geschützt ist. Dieses Habitat war in der Vergangenheit für die Heuernte genutzt worden und ist heute durch Baumbewuchs bedroht.

### Geologie
Der Monte Biaena besteht überwiegend aus Sedimentgestein und zwar aus Kalkstein aus dem mittleren und oberen Eozän. An der Ostseite finden sich zudem die Reste eines Vulkanschlots aus dem Tertiär, woraus sich die Präsenz von Basalten und anderer Vulkanite am Monte Biaena erklärt. Aktiv war der Vulkan vor etwa 45 Millionen Jahren am Grunde eines Meeres.
An seiner Westseite sind verschiedene Glaziokarst-Formen, insbesondere Schichttreppen anzutreffen. Nach Ende der Würm-Kaltzeit und dem Rückzug des Etschgletschers rutschten von der Westseite Bergrutsche ab. In den Felstrümmern am Fuße der Westwand findet sich etwas oberhalb von Ronzo-Chienis eine dabei entstandene Höhle, die 1671 als eine der ersten Höhlen im Trentino vom dänischen Naturforscher Niels Stensen beschrieben wurde und nach ihm Grotta di Stenone benannt wurde. Da sich in der Höhle im Winter Eis bildet, das auch im Sommer nicht schmilzt, wird sie im Dialekt auch als Eishöhle La Giazzera bezeichnet.

## Geschichte
Die Flanken des Monte Biaena waren bereits in der Jungsteinzeit besiedelt. Zahlreiche zu Tage getretene Fundstücke bei Isera, die von der Bronzezeit bis zu den Römern reichen und von dem Archäologen Paolo Orsi im 19. Jahrhundert ausgegraben wurden, zeugen von einer kontinuierlichen Besiedelung am Fuße des Biaena, aber auch auf halber Höhe des Berge wurden in Karsthöhlen Spuren von der Präsenz des Menschen in der Bronzezeit gefunden.
Im Mittelalter entstanden an den Flanken des Monte Biaena mehrere Burgen, darunter Castel Monte Corno auf 846 m s.l.m. und Castel Pradaglia bei Isera beide aus dem 12. Jahrhundert. Älter ist dagegen Burg Noarna bei Nogaredo, deren Ursprünge vermutlich in die Zeit der Langobarden zurückreicht.
Während des Ersten Weltkrieges befanden sich auf dem Gipfel des Monte Biaena mehrere österreichisch-ungarische kavernierte Artilleriestellungen sowie eine Artilleriebeobachter von dem unter anderem die italienischen Stellungen auf dem Monte Altissimo di Nago und Monte Pasubio unter Kontrolle gehalten wurden. Mit Hilfe einer optischen Signalstation wurde zudem die Verbindung zum Werk Serrada der Sperrgruppe Folgaria und Lavarone aufrechterhalten. Aus dieser Zeit ist unterhalb des Gipfels an der Westseite ein Wasserauffangbecken erhalten, mit dem Regen- und Schmelzwasser auf dem sonst wasserarmen Berg in einer Zisterne gesammelt wurde.

## Alpinismus
Der Normalweg führt vom Passo Bordala in etwa 50 Gehminuten über die Westflanke zum Gipfel. Beim Aufstieg gelangt man an der nicht öffentlich zugänglichen Sektionshütte der Sektion Val di Gresta der Società degli Alpinisti Tridentini vorbei. Andere Aufstiegvarianten bieten sich von Ronzo-Chienis oder von Isera und Mori aus an. Vom Gipfelgrat führt ein kurze gesicherte Stelle über den Gipfelaufbau an der Ostflanke zur bewirtschafteten Hütte Malga Somator hinunter.

## Bilder

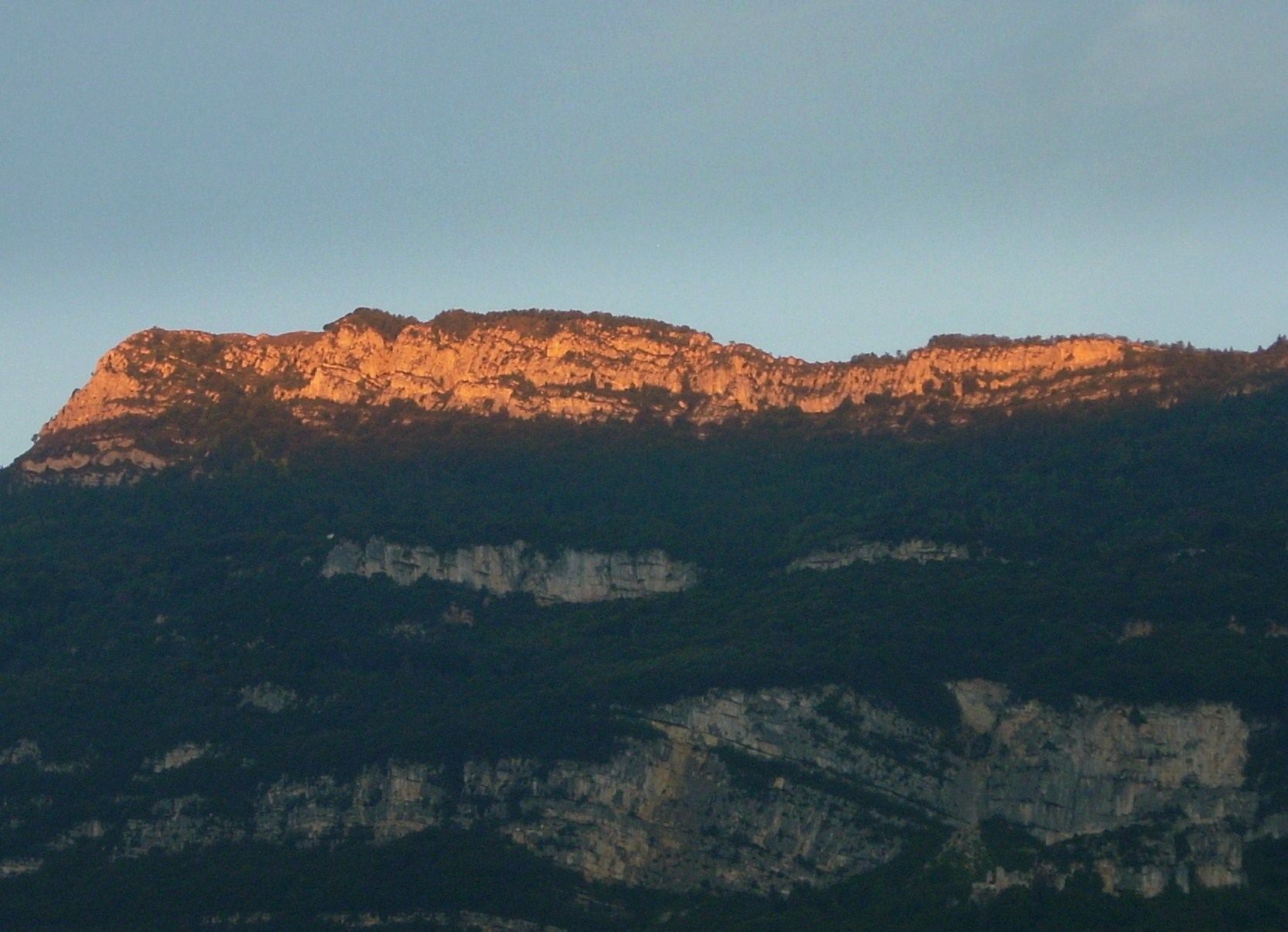
Der Gipfelaufbau des Monte Biaena im Morgengrauen, gesehen von Rovereto
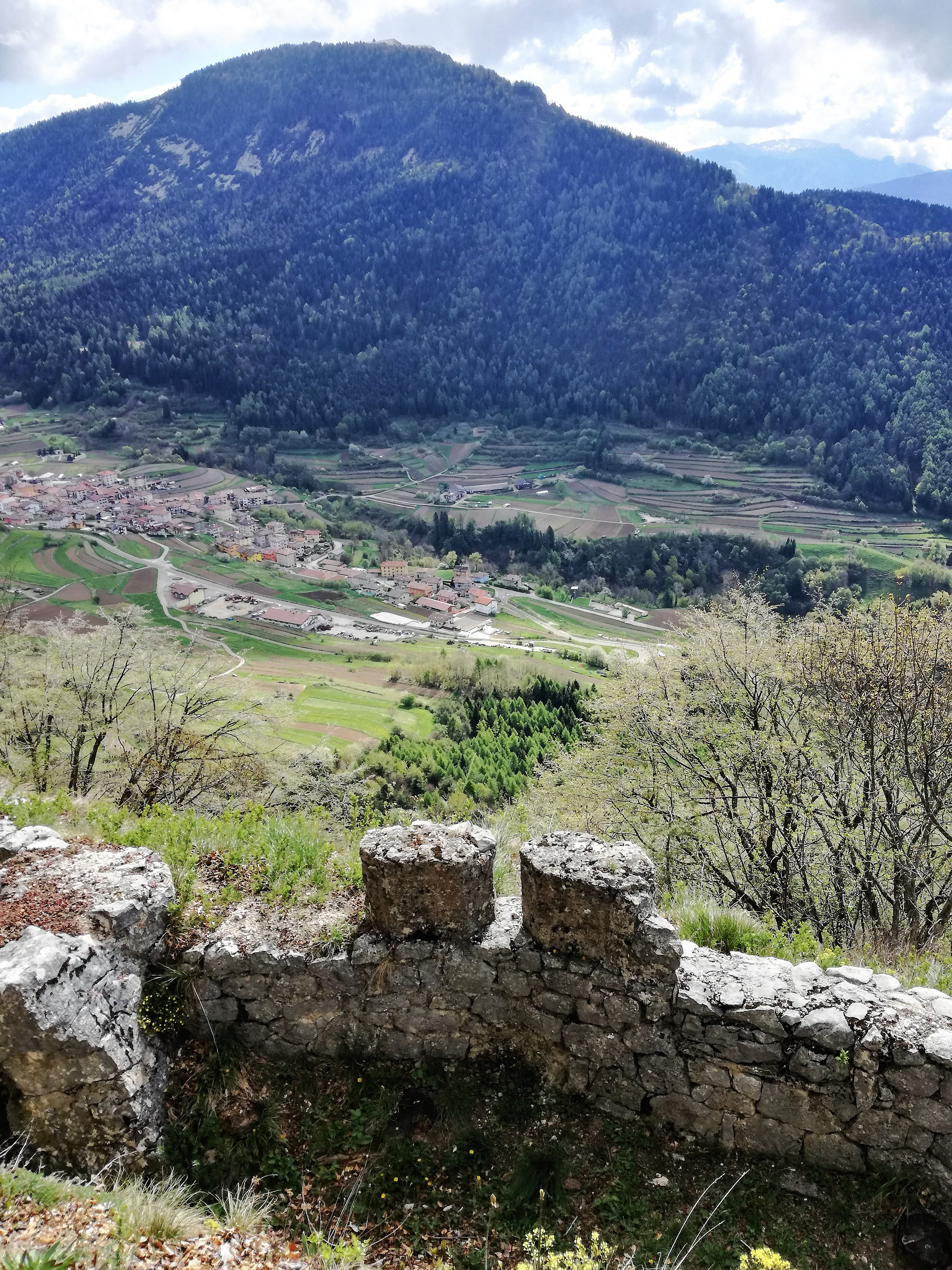
Die Westseite mit Ronzo-Chienis mit deutlich erkennbaren Glaziokarst-Formen
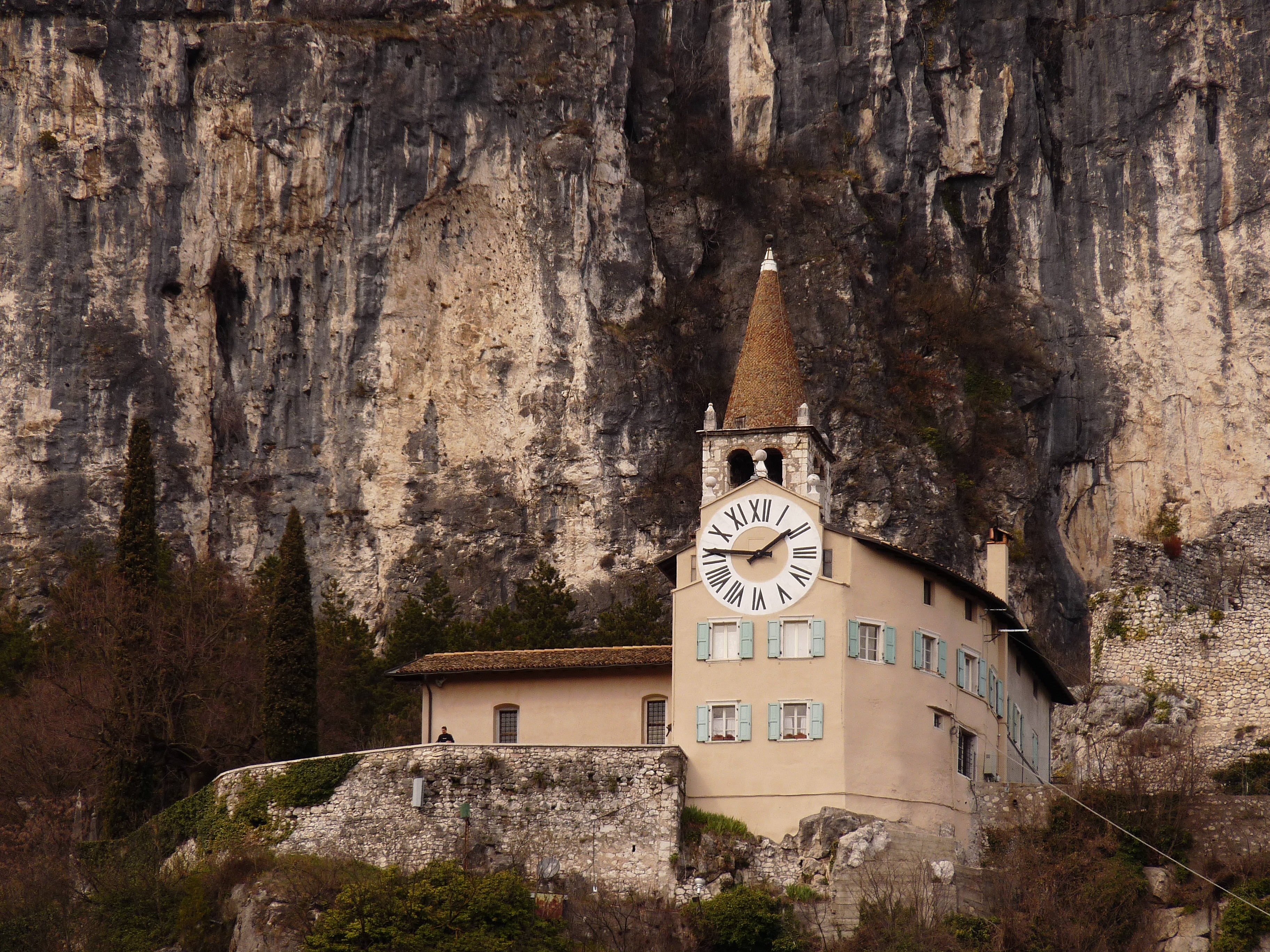
Wallfahrtskirche Monte Albano zu Füßen des Monte Biaena
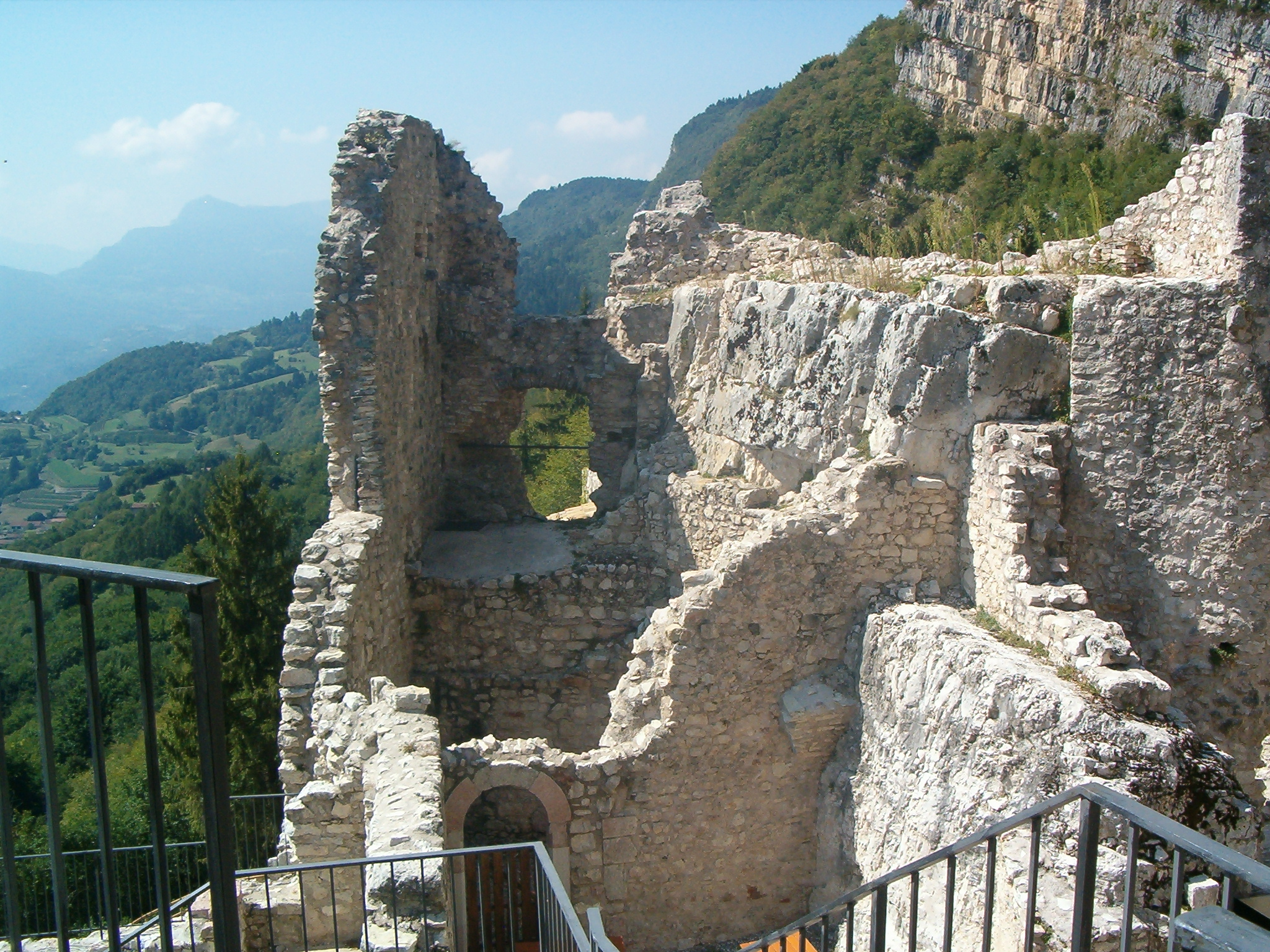
Ruine von Castel Corno im Hintergrund die stufenartig abfallende Südostflanke des Monte Biaena
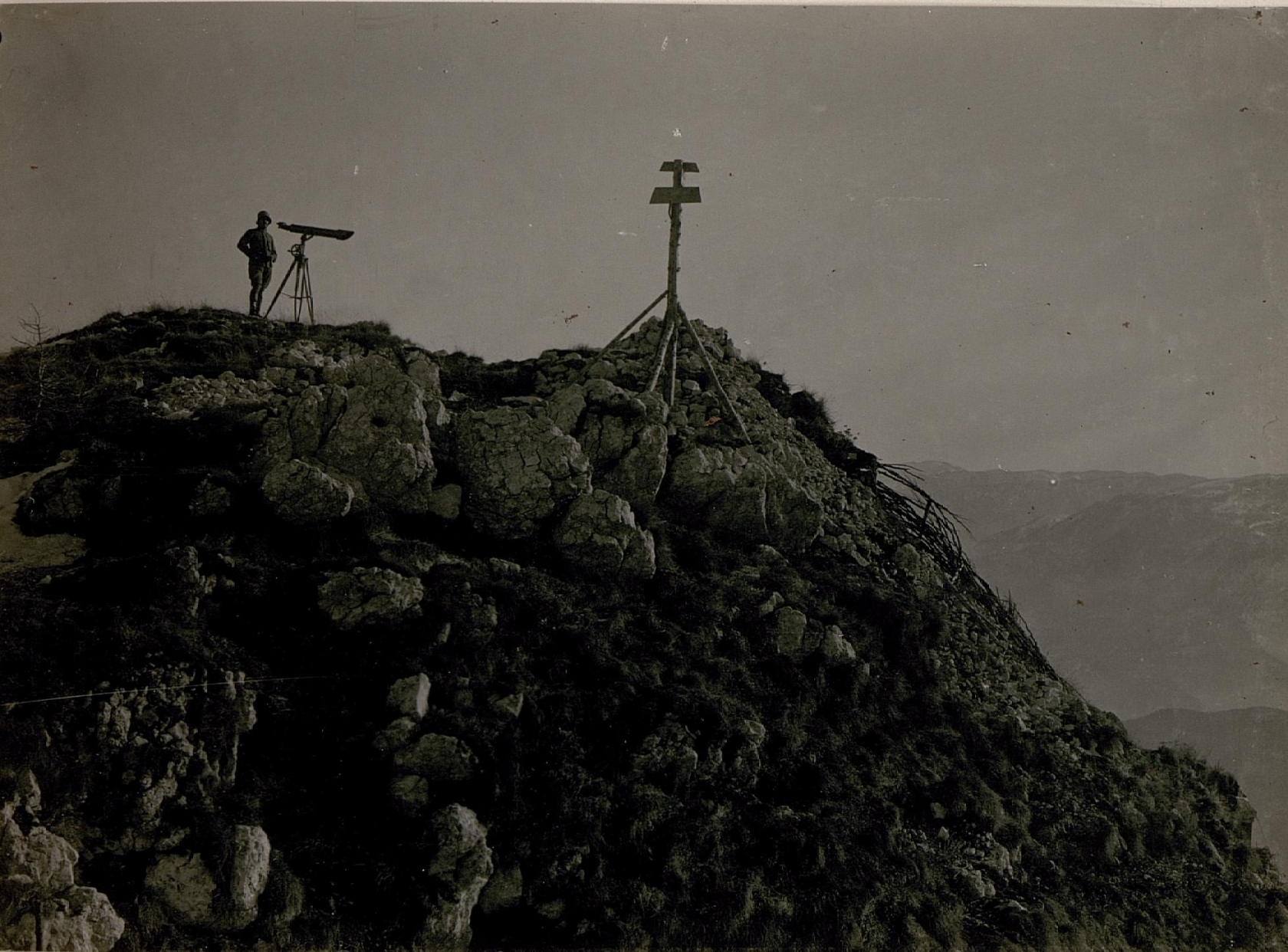
Österreichisch-ungarischer Artilleriebeobachter im Ersten Weltkrieg